# Eisothistos anomala
Eisothistos anomala is een pissebed uit de familie Expanathuridae. De wetenschappelijke naam van de soort is voor het eerst geldig gepubliceerd in 1980 door Kensley.